# Luxembourg aux Jeux olympiques d'été de 1928
Le Luxembourg  participe aux Jeux olympiques d'été de 1928 à Amsterdam du 17 mai au 12 août 1928. Il s'agit de sa 5e participation à des Jeux olympiques d'été.

## Athlétisme
Le Luxembourg aligne quatre participants aux épreuves d'athlétisme.

## Boxe
Le Luxembourg présente cinq boxeurs.

## Cyclisme
Le Luxembourg aligne quatre participants aux épreuves de cyclisme.

## Football
Le Luxembourg est présent dans l'épreuve masculine.

## Gymnastique
Huit hommes participent à la gymnastique pour le Luxembourg.

## Haltérophilie
Trois haltérophiles luxembourgeois sont sélectionnés aux Jeux olympiques.

## Lutte
Trois lutteurs luxembourgeois sont présents aux Jeux olympiques.

## Natation
Deux nageuses luxembourgeoises participent aux Jeux olympiques. Eugène Kuborn (lb), le seul homme présent, est sélectionné également en water polo.

## Water polo
Le Luxembourg est représenté.